# Kenyon Cox

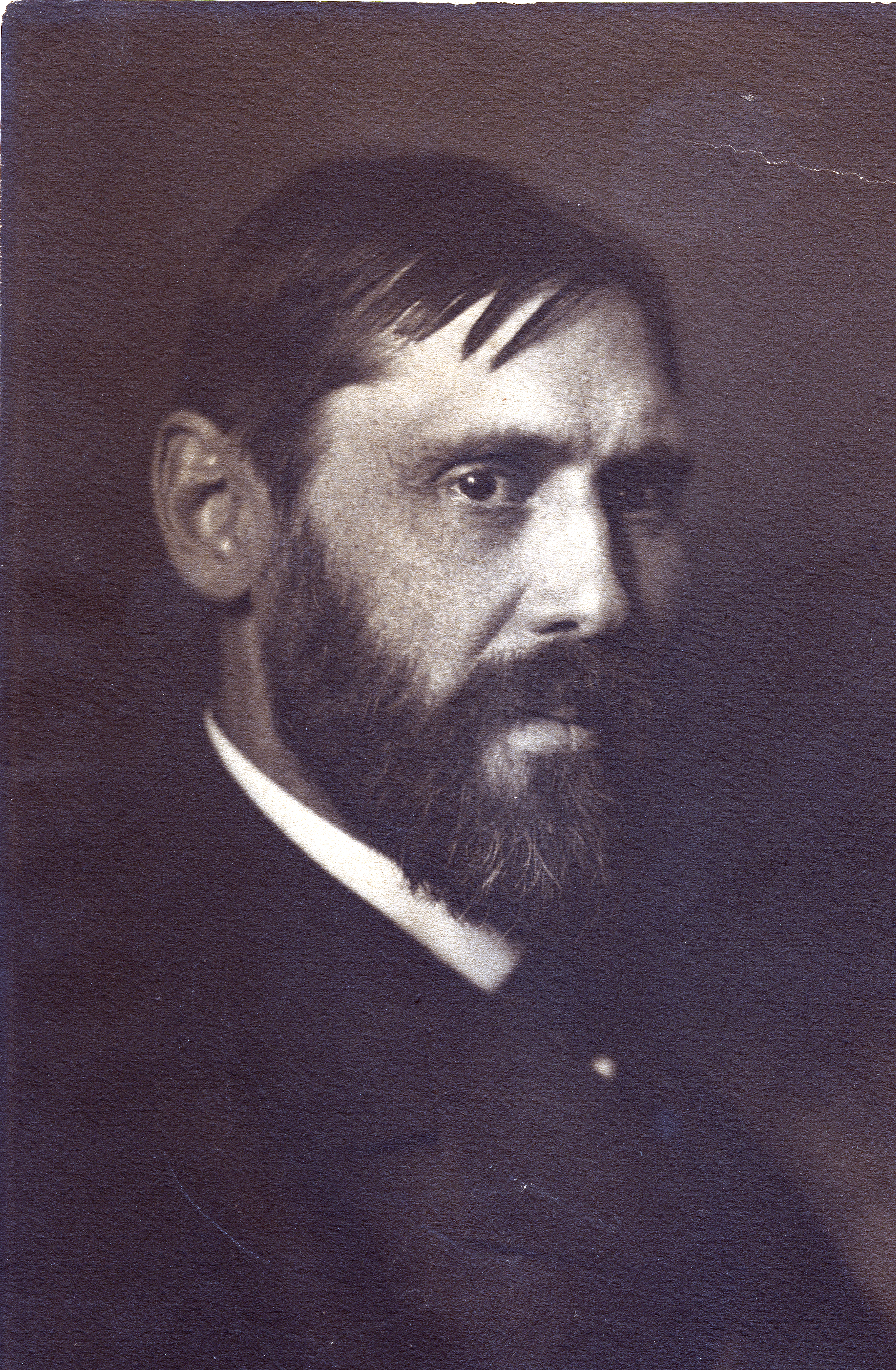
Kenyon Cox, 1896

Kenyon Cox (* 27. Oktober 1856 in Warren, Ohio; † 17. März 1919 in New York) war ein amerikanischer Maler, Illustrator, Kunstkritiker und -lehrer. Er war ein akademisch ausgebildeter Maler, der entgegen moderner Tendenzen an einer realistisch-symbolistischen Manier festhielt. Cox fertigte zahlreiche Wandmalereien und Mosaiken in öffentlichen Gebäuden. Bekannt wurde er zudem durch Gedichte und kunstkritische und -theoretische Essays.

## Leben
Cox war der Sohn von Jacob Dolson Cox und Helen Finney Cox. Er studierte zunächst Kunst an der McMicken School of Art (der späteren Art Academy of Cincinnati) in Cincinnati. Nach einem Besuch der Centennial Exhibition 1876 befand er, dass Philadelphia der bessere Ort für einen Künstler sei und begann, an der dortigen Kunstakademie, der Pennsylvania Academy of the Fine Arts, zu studieren.
1877 ging Cox, wie viele seiner Zeitgenossen, nach Paris. Er studierte zunächst bei Emile Auguste Carolus-Duran, überwarf sich jedoch nach kurzer Zeit mit diesem, woraufhin er ein Studium an der École des Beaux-Arts begann. Dort besuchte er die Malklassen von  Alexandre Cabanel, Jean-Léon Gérôme und Henri Lehmann. Während seines Aufenthaltes in Europa reiste Cox durch Frankreich nach Italien, wo er sich mit den Künstlern der Renaissance auseinandersetzte.

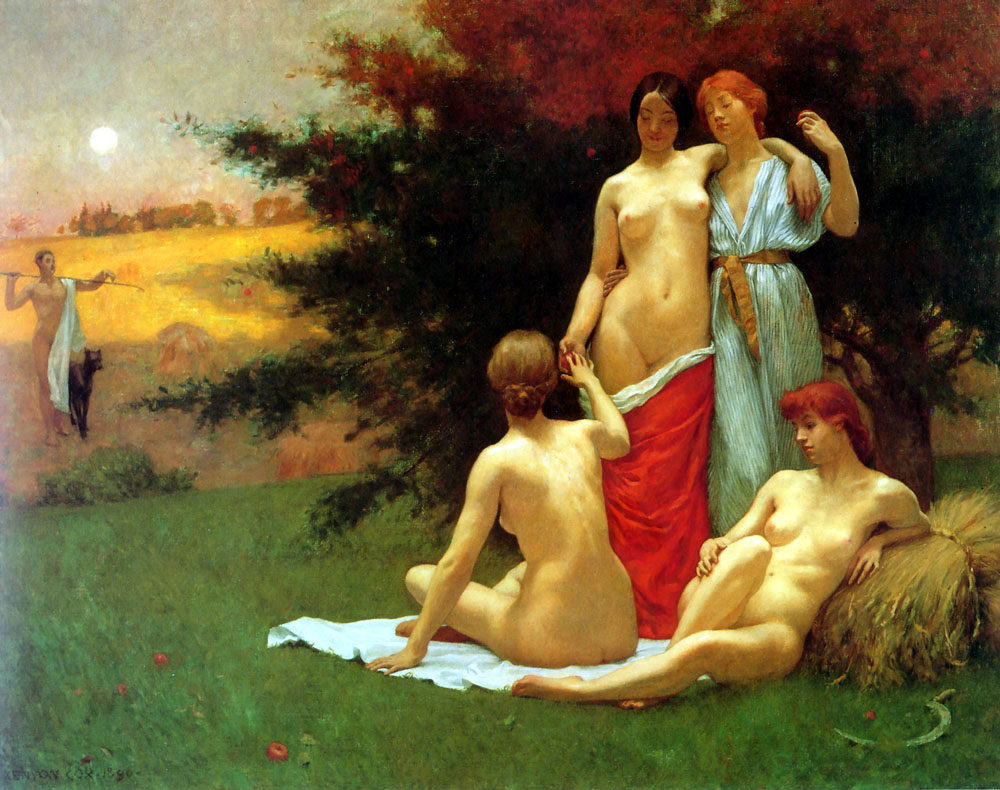
Kenyon Cox: An Eclogue, Öl auf Leinwand, 1890, National Museum of American Art, Washington D.C.

1882 kehrte Cox in die Vereinigten Staaten zurück und ließ sich in New York als Kunstmaler nieder. Er nahm eine Stelle als Lehrer an der Art Student League an. Dort lernte er seine spätere Ehefrau, die aus San Francisco stammende Louise Howland King, kennen. Die beiden heirateten 1892, und vier Jahre später, im Jahr 1896, kam ihr Sohn Allyn zur Welt. Zum Lebenserwerb begann Cox, Illustrationen für Magazine und Zeitungen zu zeichnen und (unsignierte) kunstkritische Beiträge für die New York Evening Post zu schreiben. Für einige Magazine, wie beispielsweise Century, The Nation und Scribner’s, verfasste er Gedichte. Gemeinsam mit seiner Frau gestaltete er für die World’s Columbian Exposition 1893 in Chicago die Wände des Liberal Arts Building.
Cox gestaltete außerdem Wände und Mosaiken, unter anderem in der Library of Congress in Washington, D.C., im State Capitol von Des Moines und im Wisconsin State Capitol in Madison, Wisconsin. 1910 erhielt er von der Architectural League of New York eine Ehrenmedaille für seine Wandmalereien.
Kenyon Cox war bis zum Lebensende künstlerisch tätig. Er verstarb am 17. März 1919 in seinem Haus in New York an einer Lungenentzündung. Ein Großteil seiner Schriften und Korrespondenzen befinden sich heute im Department of Drawings & Archives der Avery Architectural and Fine Arts Library an der Columbia University in New York City.
Seit 1898 war er Mitglied der American Academy of Arts and Letters.

## Zum Werk

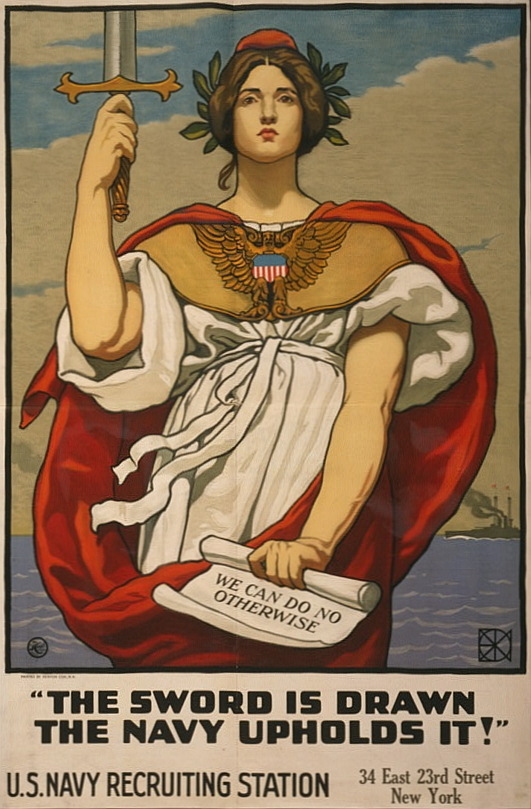
Rekrutierungsposter für die United States Navy, 1917

Entgegen den modernen Kunstrichtungen, die sich während seines Lebens entwickelten, wie zum Beispiel Post-Impressionismus, Kubismus oder Fauvismus, behielt Cox stets eine traditionelle Malweise bei. Als akademisch ausgebildeter Künstler malte er in realistischer Manier, wobei er Allegorien und symbolistische Stilmittel in seinen Bildern einsetzte, um seine Ideen auszudrücken. Seine Landschaften, Porträts und Genrebilder fanden zwar Anerkennung, dennoch hatten seine idealisierten Akte und seine traditionelle Umsetzung klassischer Themen wenig mit dem Zeitgeist der Avantgarde dieser Tage gemein. In einem Artikel für ein Bulletin des Metropolitan Museum of Art beschrieb er den Unterschied zwischen der figurativen Kunst, die er betrieb und der eher modischen abstrakten oder gegenständlichen Malerei.

### Werke (Auswahl)
- Sacre Conversazione (nach Boltraffio), Öl auf Leinwand, 1878–1882, Sammlung des Smithsonian American Art Museum, Washington, D.C.
- Justice, Studie für das Mosaik im Wisconsin State Capital, Öl auf Leinwand, 1913, Sammlung des Smithsonian American Art Museum, Washington, D.C.
- The Spirit of Self-Sacrificing Love, Wandmalerei am Oberlin College, 1914
- The Sword is Drawn The Navy Uphold it! Rekrutierungsposter für die United States Navy, 1917

## Schriften
- 1905: Old Masters and New
- 1907: Painters and Sculptors
- 1917: Concerning Painting: Considerations Theoretical and Historical; Nachdruck bei Bibliobazaar, 2009, ISBN 978-1-103-86917-6.

Briefe
- An Artist of the American Renaissance: The Letters of Kenyon Cox, 1883–1919. Kent State University Press, 1997, ISBN 0-87338-517-9.